# Моноґатарі
Моноґатарі (яп. 物語, ものがたり) — жанр японської літератури, епічний, як правило, прозовий твір класичної за винятком автобіографічної літератури, щоденників та есе. Традиційно перекладається як «повість», рідше як «роман», «оповідання» або «новела».
Більшість моноґатарі поділяються на такі типи:
- Казкові моноґатарі (作り物語, цукурі-моноґатарі) — різновид творів 9 — 10 століття періоду Хей'ан, що базуються на основі стародавніх народних легенд Японії або сюжетах китайських переказів. Зразками даного типу є «Такеторі моноґатарі», «Уцубо моноґатарі» та інші.
- Віршовані моноґатарі (歌物語, ута-моноґатарі) — різновид коротких творів 10 — 12 століття періоду Хей'ан, складених на основі японських віршів вака. Також назиаються короткими моноґатарі. Зразками даного типу є «Ісе моноґатарі», «Ґенджі моноґатарі», «Хейчю моноґатарі», «Ямато моноґатарі» та інші.
- Псевдокласичні моноґатарі (擬古物語, ґіко-моноґатарі) — різновид творів 12 — 14 століття періоду Камакура, що наслідують сюжети і літературні прийоми творів періоду Хей'ан, зокрема «Ґенджі моноґатарі». Зразками даного типу є «Сумійоші моноґатарі», «Мацураномія моноґатарі», «Івашімідзу моноґатарі» та інші

Також виділяють історичні, байкові, і воєнні моноґатарі.
Вершиною моноґатарі як літературного жанру вважається «Ґенджі моноґатарі».

## Хронологія
9 століття
- Повість про бамбукоруба (竹取物語, Такеторі моноґатарі)

10 століття
- Повість про Ісе (伊勢物語, Ісе моноґатарі)

11 століття
- Повість про Ґенджі (源氏物語, Ґенджі моноґатарі)

13 століття
- Повість про дім Тайра (平家物語, Хейке моноґатарі)